# Le Français (journal)
Le Français (sous-titré Journal républicain progressiste de la Martinique, politique, littéraire et commercial) est un journal français, publié à Saint-Pierre en Martinique de mars 1898 jusqu'au samedi 3 mai 1902.

## Histoire
Le Français est fondé à Saint-Pierre en mars 1898 et est publié à un rythme tri-hebdomadaire, les mardi, jeudi et samedi. Il est vendu au prix très bon marché de 5 centimes de franc. Le journal soutient les idées des républicains progressistes qui remportent aux élections législatives de mai 1898 le siège de député de Saint-Pierre par l'élection dès le premier tour de Jean-Denis Guibert à la Chambre des députés face à ses adversaires Clavius Marius, Louis Saint-Yves et le maire de Saint-Pierre, Hyacinthe Nicole.
Le Français disparaît lors de l'éruption de la montagne Pelée en 1902 qui rase la ville de Saint-Pierre.

## Contenu éditorial
Le Français comprend quatre à cinq pages qui n’accordent qu’un intérêt relatif aux nouvelles de l’étranger, reléguées dans le cadre des « Dépêches du câble » en quatrième page ou parfois à la rubrique « Nouvelles de l’Etranger » en troisième page, consacrant toujours de ce fait les deux premières pages à la politique intérieure.